# 이심제
이심제(二審制)란 한 사건에 대하여 두 번 재판을 받을 수 있는 법적 제도이다. 2심제도를 채택하고 있는 재판으로는 특허재판, 지방의회 의원과 자치단체인 시·군·구 의장 선거소송이있다.
한편 특수한 경우  대법원을 1심으로 하여 한 번만 재판을 받을 수 있는 단심제가 적용되는 법적 제도장치도 있다. 단심제도를 채택하고 있는 재판은 대통령, 국회의원, 시·도지사 선거소송이다.
일반적으로  대부분의 법적 시스템은 3심제를 채택하고있다.

## 같이 보기
- 단심제
- 삼심제
- 사법부